# Poupée de cire, poupée de son

France Gall: Poupée de cire, poupée de son

Poupée de cire, poupée de son (deutsch Wachspuppe, Kleiepuppe) ist der Titel eines von Serge Gainsbourg komponierten und getexteten Lieds, mit dem die Französin France Gall für Luxemburg den Grand Prix Eurovision de la Chanson des Jahres 1965 (seit 2002: Eurovision Song Contest) gewann. In deutscher Sprache existiert eine Version mit verändertem Inhalt unter dem Titel Das war eine schöne Party.

## Entstehungsgeschichte

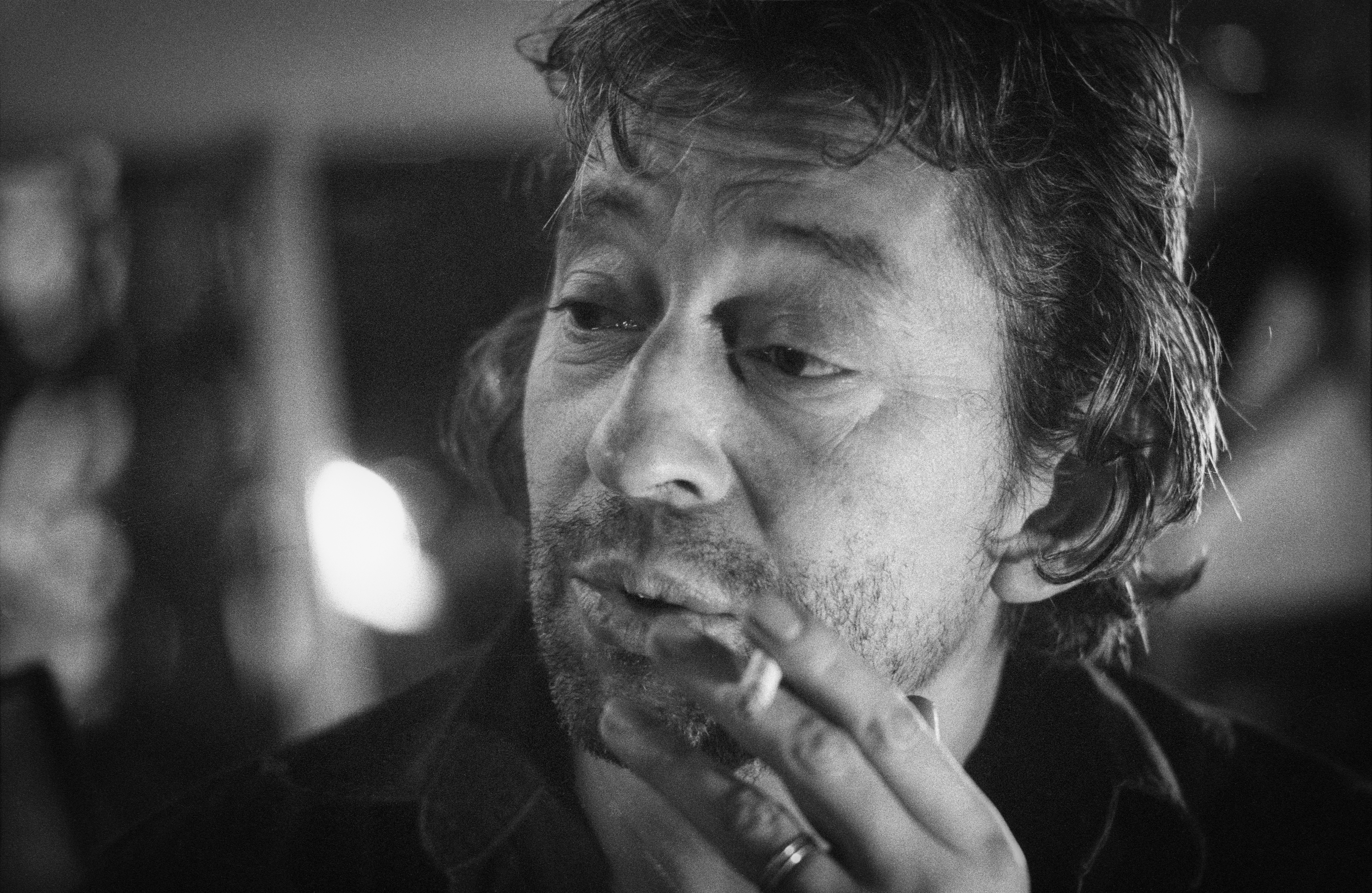
Serge Gainsbourg (1981)

France Gall brachte ihre erste Schallplatte im September 1963 heraus. Ne sois pas si bête („Sei nicht so dumm“) verkaufte mehr als 200.000 Exemplare. Das im April 1964 veröffentlichte Laisse tomber les filles („Vergiß die Mädchen“) stammte bereits aus der Feder von Serge Gainsbourg. Dieser war bekannt für seine Wortspiele, Doppeldeutigkeiten und die Neigung zum Frivolen. Er schrieb für sie auch das zweideutige Les sucettes („Lutscher“; März 1966). Als man ihr erklärte, dass „sucette“ ein Synonym für Fellatio ist, war das Lied längst ein Hit. Auch die meisten Franzosen hatten die zweite, schmuddelige Ebene des Liedes nicht verstanden. Die achtzehnjährige France Gall nahm das Chanson damals als weiteren harmlos-naiven Song ihrer jungen Karriere auf, ohne sich der möglichen Zweideutigkeit bewusst zu sein. Dass Anis in Frankreich vor allem im Pastis enthalten ist, einer weißlichen Flüssigkeit, und dass die kindliche Annie ihren Lutscher ausgerechnet mit Pennys bezahlt, die phonetisch sehr nah am Wort Penis liegen, fiel den meisten Hörern in jener noch eher konservativen Zeit allerdings auch erst auf, als Gainsbourg seine eigene Version herausbrachte und an der Stelle mit der Kehle ein vernehmliches Schluckgeräusch machte.

## Veröffentlichung und Erfolg

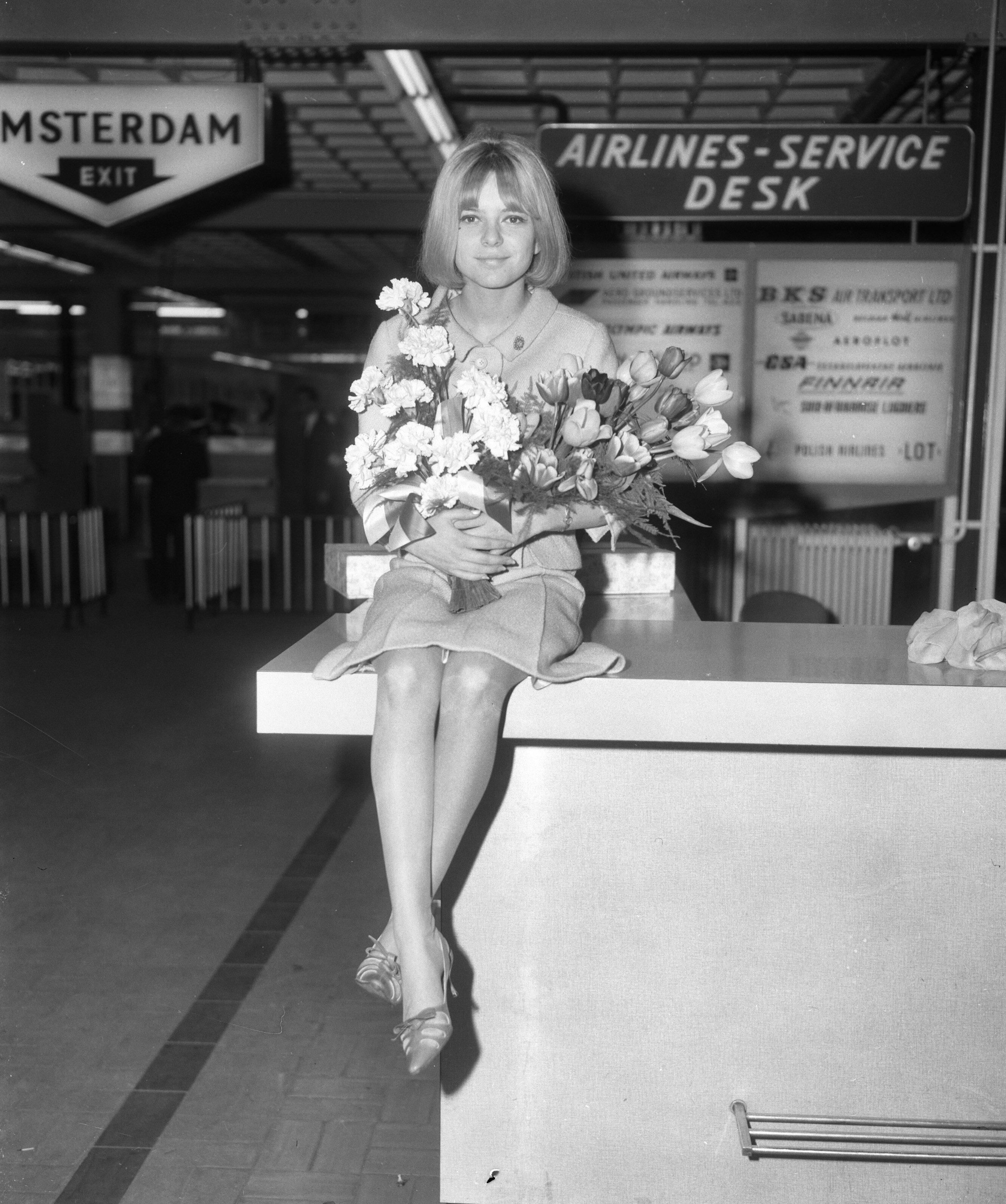
France Gall (1965)

RTL Radio trat an Gainsbourg heran und beauftragte ihn, für den Eurovision Song Contest 1965 in Neapel den Beitrag für Luxemburg zu komponieren. Gainsbourg schrieb das Lied auf Betreiben von Gilbert und Maritie Carpentier. France Gall wurde wiederum von Gainsbourg ausgewählt, seine Komposition zu präsentieren. Er unterbreitete ihr eine Auswahl von zehn Liedern, aus der sie sich für ihr Lieblingslied Poupée de cire, poupée de son entschied. Es war Gainsbourgs dritte Komposition für Gall. Beim Wettbewerb am 20. März 1965 in Neapel, der von geschätzten 150 Millionen Fernsehzuschauern verfolgt wurde, zeigten sich die Jurys der teilnehmenden Rundfunkanstalten von ihrem jugendlichen Charme angetan und kürten Gainsbourgs Lied zum Sieger, obwohl ihre Darbietung alles andere als stimmsicher wirkte. Mit Poupée de cire, poupée de son gewann zum ersten Mal keine Ballade den Wettbewerb, und es deutete sich an, dass sich der Song Contest zeitgemäßer Popmusik öffnen würde. Gall siegte mit 32 Punkten vor der Britin Kathy Kirby (I Belong; 26 Punkte).
Die Single Poupée de cire, poupée de son / Le cœur qui jazze mit dem Orchester Alain Goraguer wurde im März 1965 in Frankreich veröffentlicht und erreichte dort bereits am 20. März 1965 den ersten Rang der Hitparade, den sie – mit Unterbrechungen – für insgesamt 4 Wochen innehatte. Auch in Norwegen wurde sie zum Nummer-eins-Hit. In Deutschland erreichte sie im Mai 1965 Rang zwei. Am Tag nach dem Sieg verkaufte die temporeiche Yéyé-Nummer in Frankreich 14.000 Exemplare, insgesamt innerhalb eines Jahres 500.000. Sie wurde in 6 Fremdsprachen aufgenommen. Gall nahm auch verschiedene fremdsprachige Versionen des Musikstücks auf, darunter auf Deutsch (Das war eine schöne Party), Italienisch (Io sì, tu no) und Japanisch (夢みるシャンソン人形; Yume miru shanson ningyō).

## Text und Interpretation
Umstritten ist, ob der Text Konnotationen in Form von Doppeldeutigkeiten beinhaltet. Der Gewinner-Song könnte beim ersten Höreindruck als munterer französischer Pop-Beitrag erscheinen, doch gibt es einen von Manipulation und Selbstzweifeln geprägten Subtext. Französischen Quellen zufolge ist das Chanson Gegenstand vieler Interpretationen; der Gewinner-Song sei mit Doppeldeutigkeiten und Wortspielen gespickt. Im Gegensatz zu Minouche Barelli (1967) war sich France Gall dieser metaphorischen Doppeldeutigkeiten nicht bewusst und sang den Titel gerade deshalb mit jener naiven Ausstrahlung, die sich Gainsbourg für die Präsentation erhofft hatte. Ihre jugendliche Unschuld strafte den Subtext des Liedtextes Lügen. Bis heute gehen die Meinungen über den Liedtext weit auseinander.
Gainsbourg bringt jedenfalls mehrere Wortbedeutungen zur Synthese. Der Text von Poupée de cire, poupée de son erwähnt zunächst einmal die Wachspuppe („poupée de cire“) und die Kleiepuppe („poupée de son“). Puppenköpfe des 18. Jahrhunderts wurden noch aus Wachs hergestellt, die Körper bestanden aus Stoff, der mit Kleie oder Sägemehl gefüllt war. „Son“ bedeutet jedoch auch „Klang“ oder „Ton“. Gainsbourg hat zumindest dem Hörer die im Wort „son“ liegende Doppeldeutigkeit zur eigenen Interpretation überlassen. Wachs – und damit die Wachspuppe – schmilzt jedoch bei Hitze. Das Wort Hitze kommt im weiteren Verlauf des Songs auch vor.
Eine nähere Untersuchung ergibt scharfsinnige Texte. Der Schlüssel zum Verständnis der Untertöne ist dabei nämlich der im Liedtext verwendete Ausdruck „la chaleur des garçons“ („die Hitze der Jungs“), eine relativ deutliche Umschreibung der männlichen sexuellen Begierde. Die Hitze der Jungs, vor der sich die Wachspuppe fürchtet, die doch so gern wie die Stoffpuppe wäre, bedeutet hier, so zu sein wie jene Mädchen, die bereits sexuelle Erfahrungen hatten. Doch sie weiß nichts über Jungen (chanter ainsi l’amour sans raison / sans rien connaître des garçons).
Bemerkenswert ist zudem, dass „Poupée de cire, poupée de son“ keine Wertungspunkte von den beiden einzigen rein französischsprachigen Jurys aus Monaco und Frankreich erhielt, in denen sicher auch die Untertöne des Textes eher erkannt und verstanden wurden. Unbestritten ist, dass Poupée de cire, poupée de son zu den bekanntesten Eurovisionssiegertiteln gehört. France Gall selbst lehnte es im späteren Verlauf ihrer Karriere entschieden ab, das „dumme Lied“ jemals wieder zu singen oder auch nur darüber zu sprechen. Sie zählte zu den wenigen Eurovisionssiegern, die sich im August 1981 nicht an der großen Eurovisions-Jubiläumsgala im norwegischen Mysen beteiligten.

## Coverversionen
Das Lied wurde vielfach gecovert, so von der Punkband Oberkampf, der Britin Twinkle (Lonely Singing Doll), auf Schwedisch von Gitte Hænning (Det kan väl inte jag rå för), auf Niederländisch von Marijke Merckens (De modepop) sowie von Karina auf Spanisch (Muñeca de cera) und Portugiesisch (Boneca de cera, boneca de som). In jüngerer Zeit wurde das Lied unter anderem von der Schweizer Band Die Aeronauten (1998), der deutschen Punkband WIZO (1995), der Schweizer Sängerin Cornelia Grolimund (Das Puppenhaus, 1995), der amerikanischen Retro-Combo Les Sans Culottes, der deutschen Band Die Tornados (Das war eine schöne Party), dem deutschen Entertainer Götz Alsmann (Das war eine schöne Party), der Berliner Low-Fi-Punkband Stereo Total (Je suis une poupée) und der Schweizer Rockabilly-Formation Hillbilly Moon Explosion neu eingespielt. Im Jahr 2006 erschien eine weitere Coverversion auf dem Album Chaos Total der deutschen Formation Welle: Erdball.
Des Weiteren coverte die schwedische Metal-Band Therion das Lied auf ihrem Album Les Fleurs du Mal, welches 2012 erschienen ist. 2013 wurde es von der französischen Sängerin Jenifer gecovert.
Der luxemburgische Beitrag zum Eurovision Song Contest 2025, La poupée monte le son von Laura Thorn, spielt auf das Lied an.